# Otto 1. af Burgund
Otto 1. af Burgund (født mellem 1167 og 1171, død 13. januar 1200) var greve af Burgund fra 1190 til sin død, og kortvarigt greve af Luxembourg fra 1196 til 1197. Han var den fjerde søn af Frederik Barbarossa, ved dennes anden hustru Beatrice 1. af Burgund, som var datter af grev Reginald 3..